# Таннхаузен (Штирия)
Таннхаузен (нем. Thannhausen (Steiermark)) — коммуна (нем. Gemeinde) в Австрии, в федеральной земле Штирия. 
Входит в состав округа Вайц.  Население составляет 2358 человек (на 31 декабря 2005 года). Занимает площадь 33,47 км². Официальный код  —  61751.

## Политическая ситуация
Бургомистр коммуны — Готтфрид Филип Хайнц (АНП) по результатам выборов 2005 года.
Совет представителей коммуны (нем. Gemeinderat) состоит из 15 мест.
- АНП занимает 9 мест.
- СДПА занимает 5 мест.
- Зелёные занимают 1 место.